# 阿策尔吉夫特
阿策尔吉夫特是德国莱茵兰-普法尔茨州的一个市镇。总面积2.74平方公里，总人口646人，其中男性331人，女性315人（2011年12月31日），人口密度236人/平方公里。